# Nam Hà (phường)
Nam Hà là một phường thuộc thành phố Hà Tĩnh, tỉnh Hà Tĩnh, Việt Nam.

## Địa lý
Phường Nam Hà có vị trí địa lý:
- Phía đông giáp phường Tân Giang và phường Văn Yên
- Phía tây giáp phường Hà Huy Tập
- Phía nam giáp phường Đại Nài
- Phía bắc giáp phường Bắc Hà.

Phường Nam Hà có diện tích 1,09 km², dân số năm 2023 là 8.658 người, mật độ dân số đạt 7.943 người/km².

## Hành chính
Phường Nam Hà được chia thành 6 tổ dân phố: 1, 2, 3, 5, 6, 9.

## Lịch sử
Tháng 7 năm 1977, thành lập tiểu khu Nam Hà thuộc thị xã Hà Tĩnh trên cơ sở 3 khu phố: Thành Đông I, Thành Đông II, Đồng Quế.
Ngày 14 tháng 9 năm 1981, Hội đồng Bộ Trưởng ban hành Quyết định về việc thành lập phường Bắc Hà thuộc thị xã Hà Tĩnh trên cơ sở 3 khu phố: Bồng Sơn, Thành Đông, Trần Đức Vịnh.
Ngày 23 tháng 12 năm 1993, Chính phủ ban hành Nghị định số 101-CP về việc thành lập phường Tân Giang trên cơ sở điều chỉnh một phần diện tích tự nhiên và nhân khẩu của phường Nam Hà.
Phường Nam Hà có 10 tổ dân phố: 1, 2, 3, 4, 5, 6, 7, 8, 9, 10.
Ngày 17 tháng 7 năm 2019, HĐND tỉnh Hà Tĩnh ban hành Nghị quyết số 157/NQ-HĐND về việc:
- Sáp nhập tổ dân phố 10 vào tổ dân phố 1.
- Sáp nhập tổ dân phố 4 vào tổ dân phố 3.

Phường Nam Hà có 8 tổ dân phố: 1, 2, 3, 5, 6, 7, 8, 9.
Ngày 18 tháng 7 năm 2024, HĐND tỉnh Hà Tĩnh ban hành Nghị quyết số 188/NQ-HĐND về việc:
- Sáp nhập tổ dân phố 7 vào tổ dân phố 6.
- Sáp nhập tổ dân phố 8 vào tổ dân phố 9.

Phường Nam Hà có 6 tổ dân phố: 1, 2, 3, 5, 6, 9.

## Kinh tế
Hiện nay, Nam Hà là một trong những phường trung tâm của thành phố Hà Tĩnh, có trên 60 cơ quan, đơn vị cấp trung ương, tỉnh và thành phố đóng trên địa bàn, là nơi hội đủ mọi tiềm năng và thế mạnh để phát triển kinh tế xã hội theo hướng thương mại dịch vụ, tiểu thủ công nghiệp và vườn đô thị.

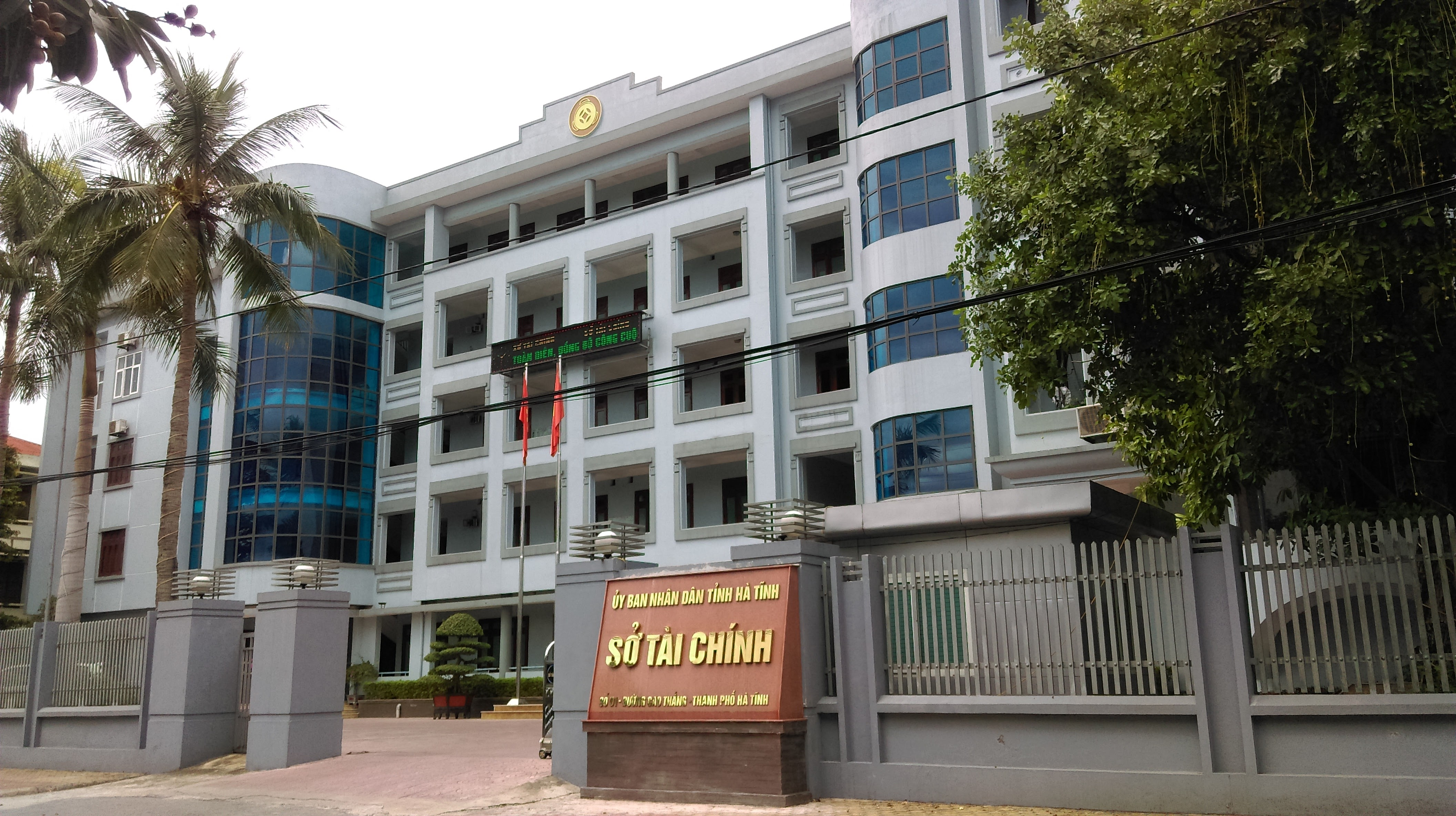
Sở Tài chính tỉnh Hà Tĩnh